# Caso 63: Enigma
Caso 63: Enigma és la quarta temporada en forma d'spin-off de l'audiosèrie xilena Caso 63. Va estar produïda per Emisor Podcasting i distribuïda per Spotify com una sèrie original en format pòdcast, continuant amb el format de la sèrie principal.
El tràiler, que ens situa a l'any 2039 en una nova línia de temps, es va estrenar el 10 d'octubre de 2023. Una setmana després, el 17 d'octubre, es van estrenar els deu episodis de l'última temporada.
Ens explica la història d'allò que Pedro Roiter (Néstor Cantillana) va explicar en Caso 63: un cub misteriós trobat a Mart en la dècada dels 2030 i que serviria per trobar la manera de viatjar en el temps. Aquest spin-off explica més profundament el tema dels viatges temporals en l'univers de l'audiosèrie.

## Sinopsi
Isabel Frezan, interpretada per l'Ana Valeria Becerril, és una noia especial, amb gran coneixement per resoldre enigmes, mots encreuats i reptes lògics. Les capacitats d'aquesta jove mexicana li permeten guanyar un estrany concurs ofert per una companyia encara més estranya (i indesxifrable). Potser per això no se sorprèn quan descobreix que aquell premi sembla ser l'excusa per a un repte major: el de resoldre l'origen i funcionament d'un arcaic artefacte anomenat Enigma 55. La Isabel no ho sap, però en acceptar aquesta missió, haurà de submergir-se en misteris clau, com l'origen de Pegasus, o dels viatges en el temps. I com molts cops succeeix, l'èxit d'aquella missió estarà vinculat a la seva pròpia existència. Perquè ràpidament la Isabel descobrirà que, en aquesta línia de temps, algú va estar xifrant el seu destí.

## Curiositats
- El personatge de la Isabel està inspirat en Ellie Arraway (Jodie Foster, Contact), Louise Banks (Amy Adams, Arrival) i Dana Scully (Gillian Anderson, Expedient X).[3]